# Daniel Boisserie
Pour les articles homonymes, voir Boisserie.
Daniel Boisserie est un homme politique français, né le 8 juin 1946 à Saint-Yrieix-la-Perche (Haute-Vienne).
Il est député de la deuxième circonscription de la Haute-Vienne de 1997 à 2017 et fait partie du groupe socialiste.

## Mandats
- Depuis le 25/06/1995 : maire de Saint-Yrieix-la-Perche (Haute-Vienne)
- 14/03/1983 - 18/06/1995 : maire de Glandon (Haute-Vienne)
- 03/10/1988 - 18/03/2001 : membre du conseil général de la Haute-Vienne
- 12/06/1997 - 20/06/2017 : député

Mandats locaux au 20/06/2012 :
- Maire de Saint-Yrieix-la-Perche, Haute-Vienne
- Président de la Communauté de communes du Pays de Saint-Yrieix (31/12/1996 - 06/09/2023)